# Ходжазода, Бехрузи
Бехрузи Ходжазода (тадж. Хоҷазода Беҳрузи Садулло; род. 11 января 1995, Варзобский район или Душанбе) — таджикский самбист, дзюдоист, курешист. Чемпион и призёр чемпионатов Таджикистана и мира по самбо.

## Биография
Родился 11 января 1995 года в Варзобском районе Республики Таджикистана в семье сотрудника Генеральной прокуратуры Республики Таджикистан Ходжазода Садулло Саида.
Начал заниматься самбо с 11 лет. Его  тренер Обидов Садурддин.
В 2019 году занял пятое место на чемпионате мира по дзюдо в Японии. Победил дзюдоистов из Монголии, Кубы, Косово и Китая, однако в четвертьфинале уступил азербайджанскому борцу. В утешительной схватке Бехрузи взял вверх над израильским дзюдоистом Тохаром Битбули, но в борьбе за бронзовую медаль уступил российскому дзюдоисту Денису Ларцеву.
Вошёл в историю как первый призёр турнира Большого шлема по дзюдо из Таджикистана. В матче за бронзовую награду в категории до 73 кг он одолел Эдуардо Барбосу в дополнительное время.